# 5-MeO-DMT
A 5-MeO-DMT (5-metoxi-N,N-dimetiltriptamin) egy erős pszichoaktív triptamin. Sokféle növényben, illetve pszichoaktív békafajban található meg. Hasonlóan a DMT-hez és a bufoteninhez, több mint ezer éve használták már a dél-amerikai sámánok enteogénként.

## Kémia
Először 1936-ban szintetizálták, majd 1959-ben elkülönítették, mint a Anadenanthera peregrina mag egyik pszichoaktív hatóanyagát. A magot a Yopo nevű por elkészítése során használják. Valamikor azt gondolták, hogy a por egyik fő hatóanyaga. Sok élőlényben fordul elő, amiben bufotenin is megtalálható; az O-metil analógja e vegyületnek.

## Fordítás
Ez a szócikk részben vagy egészben  a(z)   5-MeO-DMT című angol Wikipédia-szócikk fordításán alapul.  Az eredeti cikk szerkesztőit annak laptörténete sorolja fel. Ez a jelzés csupán a megfogalmazás eredetét és a szerzői jogokat jelzi, nem szolgál a cikkben szereplő információk forrásmegjelöléseként.